# Rodrigo de Moscoso Osorio y Álvarez de Toledo
Rodrigo de Moscoso Osorio y Álvarez de Toledo (Santiago de Compostela, 1530-12 de mayo de 1572), fue un noble de la Corona de Castilla, IV conde de Altamira.

## Biografía
Era hijo de Lope de Moscoso Osorio y Andrade, III Conde de Altamira, y de Ana de Toledo Osorio.
Se casó antes del 11 de junio de 1549 con Isabel de Castro y Andrade con quien tuvo tres hijos: Mariana de Castro, Lope de Moscoso Osorio y Castro, V conde de Altamira, y Teresa de Castro.
Fue hermanastro de María de Moscoso Osorio, de Violante Osorio de Moscoso y Toledo, de Juan Ramírez de Guzmán Toledo, III conde de Teba, II marqués de Ardales y Mariscal de Castilla, de Ana de Mendoza de Alarcón y de Juana de Mendoza de Alarcón.
En 1546 donó unas tierras agrícolas para uso y disfrute de los compostelanos, que pasarían con el tiempo a formar parte de la Alameda de Santiago de Compostela.